# João Agostinho Pereira de Agrela e Câmara
João Agostinho Pereira de Agrela e Câmara (Funchal, março de 1777 — Funchal, 28 de fevereiro de 1855), investigador da literatura e da história madeirense, dedicou-se com especial ênfase às pesquisas genealógicas. Escreveu uma coleção de memórias genealógicas que intitulou Genealogias da Ilha da Madeira e publicou várias obras sobre a história do arquipélago da Madeira.

## Biografia
Nasceu na cidade do Funchal em março de 1777, descendente de Fernão Álvaro de Agrela, de Alenquer, que em 1480 veio para a Madeira e a quem Manuel Tomás alude na Insulana. Desempenhou o cargo de escrivão da Câmara Municipal do Funchal.
Foi um dos 28 sócios efectivos da Sociedade Funchalense dos Amigos das Ciências e das Artes. 